# Santiago (Norte de Santander)
Santiago è un comune della Colombia facente parte del dipartimento di Norte de Santander.
L'abitato venne fondato da Ignacio Romero Camacho nel 1742, mentre l'istituzione del comune è del 22 maggio 1911.